# Аутозомно-доминантно наслеђивање
Аутозомоно-доминантно наслеђивање је облик моногенског наслеђивања при коме једну особину (обољење) одређује доминантан алел једног гена.
Аутозомоно-доминантно се наслеђују болести које су детерминисане доминантним мутираним алелом смештеним на неком од аутозомних хромозома. Доминантан мутирани алел испољава своје дејство и у хомозиготном и у хетерозиготном стању (понаша се као сваки доминантан алел). 

## Генотипови оболелих и здравих особа
Оболеле особе могу имати један од следећа два генотипа : 
- могу бити доминантни хомозиготи (А*А*, где је са А*обележен доминантан мутирани алел) или
- хетерозиготи (А*а, где је са а обележен рецесиван алел који одређује нормално стање).

Здраве особе су увек рецесивни хомозиготи – аа. 

## Особине доминантног алела
Доминантан мутирани алел показује особине карактеристичне за доминантне алеле, а то су: 
- изражајност (експресивност)и
- пробојност (пенетрабилност).

Поред тога, фенотип хетерозиготне особе се разликује од фенотипа хомозиготне особе. Хомозиготи скоро увек имају тежи облик болести или фенотип није познат зато што је та комбинација алела летална. Пример за то је обољење фамилијарна хиперхолестеролемија (повишен ниво холестерола у крви који може довести до инфаркта миокарда). Хомозиготи имају тежи облик ове болести и обично умиру пре 30-те године живота од инфаркта, а хетерозиготи имају повишен ниво холестерола који може довести до инфаркта.

## Менделова правила наслеђивања
На аутозомно-доминантан начин наслеђивања могу се применити Менделова правила наслеђивања. 
Тако, ако су у браку оболеле особе и обе су хетерозиготи за ген који детерминише то обољење, онда се у потомачкој F1 генерацији јављају два фенотипа – оболели и здрави потомци у односу 3:1, са напоменом да је хомозиготна комбинација доминантних алела најчешће летална (види схему под А).
Ако су у браку оболела особа, која је хетерозигот, и здрава особа онда се у F1 генерацији јављају оболели и здрави потомци у односу 1:1 (50% : 50%)- види схему под B.

## Болести и особине детерминисане аутозомно-доминантним генима
Аутозомно- доминантно се наслеђују следеће болести човека :
- полидактилија – шестопрстост;
- брахидактилија – скраћени прсти
- синдактилија – срасли прсти
- ахондроплазија – патуљаст раст (треба га разликовати од патуљастог раста који је изазван надовољним лучењем хормона раста, тј. хипофункцијом аденохипофизе ) ;
- астигматизам
- Хантингтонова хореа
- Марфанов синдром и др.

Више од половине данас познатих особина човека детерминисана је доминантним геном који се налази на неком од аутозомних хромозома; међу њима су:
- осетљивост на фенил-тиокарбамид (PTC);
- способност увртања језика у трубу;
- бели прамен косе код мушкарца;
- слободан ушни режањ;
- маљавост на другом чланку прстију
- густе обрве
- спојене обрве
- узан и дуг нос
- рупица у бради (у кости) и др.